# George Thorogood
George Thorogood, Ameriški kitarist boogie in rock'n'roll glasbe, * 31. december 1950, Wilmington, Delaware, Združene države Amerike.
George Thorogood prihaja iz Wilmingtona, Delaware. Debitiral je z albumom Better Than The Rest leta 1974. Dve leti kasneje pa je objavil album George Thorogood & The Destroyers - s svojo spremljevalno zasedbo. Tretji album Move It On Over je izšel leta 1978 in začela se je njegova pot slave. Je brezkompromisni boogie kitarist, ki igra na starinski način, kot je nekoč igral Chuck Berry. Veliko uporablja slide - naprstnik, s katerim vleče drseče blues tone. Igra agresivno, temperamentno, energično - v današnji glasbi pravzaprav nima ustrezne primerjave. S skladbami, kot so One Bourbon, One Scotch, One Beer, Bad to the Bone, Born To Be Bad si je ustvaril legendo. Prva leta je nastopal v trio zasedbi (kitara, bas itara in bobni), kasneje je zasedbo razširil - dodal saksofon in klavir. Vsekakor so njegova zgodnja dela najbolj udarna in prvinska.

## Diskografija
- (1974) Better Than The Rest
- (1977) George Thorogood & The Destroyers
- (1978) Move It On Over
- (1979) Better Than The Rest. Rerelease by MCA
- (1980) More George Thorogood & The Destroyers (aka I'm Wanted)
- (1982) Bad to the Bone
- (1985) Maverick
- (1986) Nadine
- (1988) Born To Be Bad
- (1991) Boogie People
- (1993) Haircut
- (1997) Rockin' My Life Away
- (1999) Half A Boy/Half A Man
- (2003) Ride 'Til I Die
- (2003) Who Do You Love?
- (2006) The Hard Stuff
- (2007) Bad To The Bone 25th Anniversary Edition
- (2009) Dirty Dozen
- (2011) 2120 South Michigan Avenue

1. ↑  Person Profile // Internet Movie Database — 1990.